# Baie de Blanc-Sablon
Pour les articles homonymes, voir Blanc-Sablon (homonymie).
La Baie de Blanc-Sablon est une baie naturelle de la municipalité de Blanc-Sablon, sur la Côte-Nord du Golfe Saint-Laurent, au Québec, au Canada.

## Géographie
La "baie de Blanc-Sablon" est la baie située la plus à l'Est de la province de Québec. Le village de Blanc-Sablon est situé sur cette baie. La baie de Blanc-Sablon est délimitée entre la Pointe à Morel (à l'Ouest) qui la sépare de la baie de Brador et la Pointe Saint-Charles (à l'Est). La baie est située face à l'Île au Bois, laquelle sert à la protéger la baie des fortes mers. La baie de Blanc-Sablon comporte l'anse Morel et le havre Job's Room. Le fond de la baie est situé à seulement 1,6 km de la frontière Québec-Labrador; cette frontière passe à la limite est de cette baie.
Le long quai de la baie accueille les traversiers, notamment celui reliant Saint-Augustin (Le Golfe-du-Saint-Laurent), sur la Côte-Nord du Québec, le l'autre traversier reliant Sainte-Barbe (Terre-Neuve-et-Labrador), située sur l'île de Terre-Neuve, dans la province de Terre-Neuve-et-Labrador .